# Cetingrad
Cetingrad je vesnice a sídlo stejnojmenné opčiny v Chorvatsku v Karlovacké župě. Nachází se blízko hranic s Bosnou a Hercegovinou, asi 6 km jihozápadně od Veliké Kladuše (BiH), 18 km severovýchodně od Slunje a asi 48 km jihovýchodně od Karlovace. V roce 2001 žilo v Cetingradu 351 obyvatel, v celé opčině pak 2 746 obyvatel.
V opčině se nachází celkem 36 vesnic. Největší vesnicí je středisko opčiny Cetingrad (351 obyvatel), nejmenší vesnicí je Maljevačko Selište, kde žije 1 obyvatel.
- Batnoga – 128 obyvatel
- Begovo Brdo – 7 obyvatel
- Bilo – 58 obyvatel
- Bogovolja – 205 obyvatel
- Buhača – 29 obyvatel
- Cetingrad – 351 obyvatel
- Cetinski Varoš – 57 obyvatel
- Delić Poljana – 16 obyvatel
- Donja Žrvnica – 9 obyvatel
- Donje Gnojnice – 31 obyvatel
- Đurin Potok – 74 obyvatel
- Glinice – 67 obyvatel
- Gnojnice – 47 obyvatel
- Gojkovac – 20 obyvatel
- Gornja Žrvnica – 2 obyvatelé
- Gornje Gnojnice – 47 obyvatel
- Grabarska – 154 obyvatel
- Kapljuv – 34 obyvatel
- Kestenje – 37 obyvatel
- Komesarac – 182 obyvatel
- Kruškovača – 108 obyvatel
- Kuk – 7 obyvatel
- Luke – 27 obyvatel
- Maljevac – 149 obyvatel
- Maljevačko Selište – 1 obyvatel
- Pašin Potok – 238 obyvatel
- Podcetin – 69 obyvatel
- Polojski Varoš – 50 obyvatel
- Ponor – 123 obyvatel
- Ruševica – 65 obyvatel
- Sadikovac – 51 obyvatel
- Srednje Selo – 30 obyvatel
- Strmačka – 22 obyvatel
- Šiljkovača – 71 obyvatel
- Tatar Varoš – 167 obyvatel
- Trnovi – 13 obyvatel

V opčině se nachází hrad Cetin, podle něhož je opčina pojmenována.

## Historie
Cetingrad byl postaven v blízkosti ruin středověké Cetinské pevnosti. Středověk byl zlatou érou Cetinu. V blízkosti pevnosti se nacházel františkánský klášter a několik kostelů. V té době byl Cetin majetkem rodu Frankopanů a hrál důležitou roli v dějinách Chorvatska.

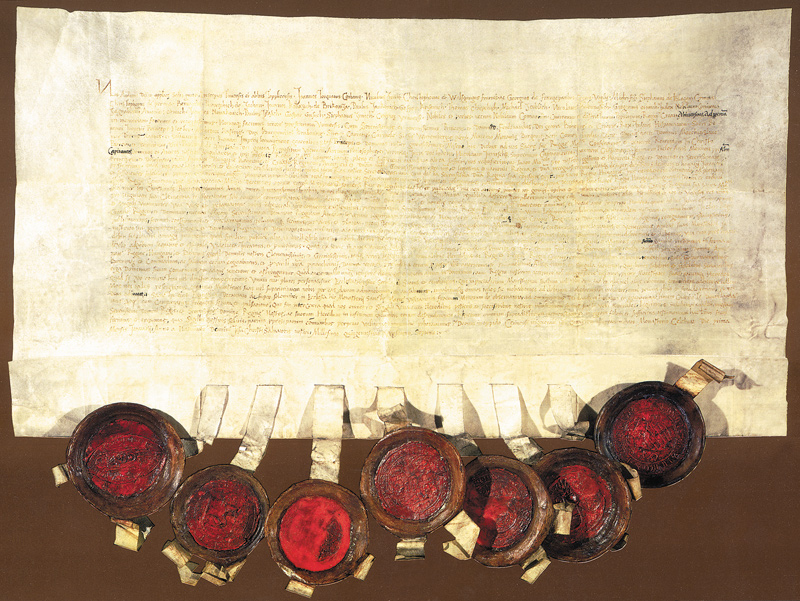
Cetingradská listina z roku 1527

Po porážce v bitvě u Moháče v roce 1526 se chorvatští šlechtici shromáždili v Cetinu, aby zde provedli volbu nového krále. Při této volbě v roce 1527 zvolili chorvatským králem habsburského rakouského arcivévodu Ferdinanda I. Listina, kterou podepsali chorvatští šlechtici a zástupci Ferdinanda Habsburského, patří mezi nejdůležitější dokumenty chorvatské státnosti a je uchována v Rakouském státním archivu ve Vídni.
V následujících stoletích byl Cetin součástí Vojenské hranice, která tvořila pomezí mezi habsburskou monarchií a Osmanskou říší. Během této doby byla pevnost několikrát obsazena osmanskou armádou, mnohokrát poškozena a následně opravována. V roce 1790 rakouské jednotky pod velením generála Walische nakonec Cetinskou pevnost opět vrátily pod kontrolu habsburské monarchie.
V roce 1809 osmanské síly znovu obsadily Cetin, ale v roce 1810 se stáhly pod hrozbou maršála Marmonta, generálního guvernéra Illyrských provincií. Když osmanské nebezpečí pominulo, pevnost byla opuštěna a začala být využívána jako kamenolom. Správní kontrola byla převedena na vesnici Cetingrad, která se rozvíjela severně od Cetinu.
V 19. a 20. století byla tato oblast jen řídce osídlena a neměla skutečné možnosti ekonomického rozvoje. Během druhé světové války zde došlo k velkému utrpení a ničení, a po válce byla tato oblast socialistickou Jugoslávií zanedbávána. Kvůli chudobě byli obyvatelé nuceni emigrovat, nejprve do zámoří a později do ostatních evropských zemí.
Během války v Jugoslávii byl Cetingrad a jeho okolí vojensky obsazen. Až do roku 1995 byl součástí Republiky Srbská Krajina. Většina obyvatel Cetingradu strávila čtyři roky v exilu. Srbští povstalci vypálili a poté zničili největší římskokatolický kostel ve slunjském děkanátu (kostel Nanebevzetí Panny Marie, crkva Marijina Uznesenja, postavený v roce 1891). Kostel byl později znovu postaven.
V květnu 1995 došlo v Cetingradu k letecké havárii, když srbská střela zasáhla vrtulník, v němž zahynul ministr zahraničí Bosny a Hercegoviny Irfan Ljubijankić a dalších šest osob. V srpnu 1995 během operace Bouře chorvatská armáda osvobodila Cetingrad. Po roce 1995 byl Cetingrad úspěšně obnoven a velké množství obyvatel se vrátilo do svých domovů.